# Thomisus simoni
Thomisus simoni är en spindelart som beskrevs av Gajbe 2004. Thomisus simoni ingår i släktet Thomisus och familjen krabbspindlar. Inga underarter finns listade i Catalogue of Life.